# Cabeça de praia

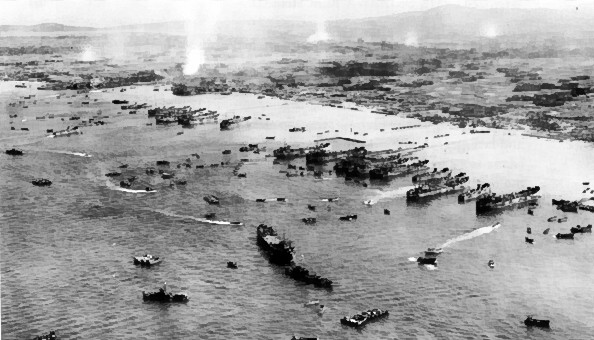
Cabeça de praia de Okinawa no terceiro dia, 1945.

Um cabeça de praia é uma linha temporária criada quando uma unidade militar alcança uma praia de desembarque por mar e começa a defender a área enquanto outros reforços chegam. Uma vez que uma unidade grande o suficiente é montada, a força invasora pode começar a avançar para o interior. O termo às vezes é usado indistintamente (tanto corretamente quanto incorretamente) com cabeça de ponte e estabelecimento. Cabeças de praia foram importantes em muitas ações militares; exemplos incluem operações como a Operação Netuno durante a Segunda Guerra Mundial, a Guerra da Coreia (especialmente em Incheon) e a Guerra do Vietnã.